# Higúmeno Daniel Palomnik

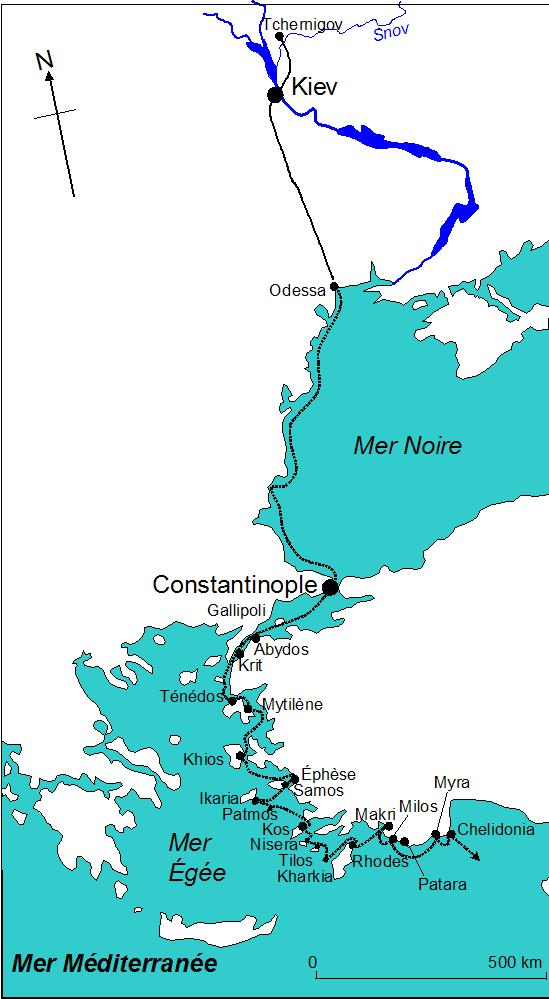
Itinerario del Higúmeno Daniel Palomnik en dirección a Tierra santa

El higúmeno Daniel Palomnik (en ruso : Даниил Паломник) fue un peregrino y cronista ruso del siglo XII sobre el que no se sabe gran cosa. 

## Breve biografía
Fue posiblemente el abad o el prior (y de ahí que se le conozca como higúmeno) de un monasterio ubicado probablemente en la Rusia Menor, en la Gobernación de Chernígov. En efecto, las referencias de Daniel al río Snov han llevado a los investigadores a suponer que procedía de la provincia de Cherníhiv dónde fluye el Snov.
También se le ha asociado a Daniel, Obispo de Iouriev, que falleció el 9 de septiembre de 1122; pero esta identificación no es más que una hipótesis.

## Breve recorrido
En su peregrinación por Tierra santa, Daniel se dirigió a Constantinopla, donde embarcó para Jaffa, pasando antes por Éfeso, Chipre y otros enclaves de su ruta marítima. Puede datarse con certeza el momento de su peregrinación porque hace abiertamente referencia al Gran-Príncipe de la Rus de Kiev Sviatopolk II Iziaslávich .
Permaneció en Jerusalén de 1104 a 1106, fundamentalmente bajo el reinado de Balduino I de Jerusalén.
Posteriormente recorrió la mayor parte de Palestina, visitando los santuarios, los Santos Lugares y los monasterios, acompañado de los mejores guías y redactando un minucioso informe. Encontró varios compatriotas venidos de Novgorod, de Kiev y de Kashin, mencionados por Daniel, sobre todo, por estar presentes la víspera de Pascua en el Santo Sepulcro.
Su regreso fue complicado. Partió de Beirut o de Antioquía y, mientras se dirigía a Constantinopla por cabotaje, fue víctima de un ataque pirata. Finalmente, llegaría sano y salvo.

## Breve historia de su texto
Daniel, contemporáneo de Nestor, es uno de los cronistas rusos más antiguos y su crónica de viaje es uno de los documentos rusos de mayor importancia de comienzos del siglo XII. Su manuscrito cuenta su peregrinación a Tierra santa. Se conservan, al menos, setenta y cinco copias del manuscrito, de las que cinco son anteriores a 1500. La más antigua es de 1475 y se encuentra en la biblioteca de historia eclesiástica de San Petersburgo. Se han hecho traducciones a muchas lenguas. Entres sus ediciones:
- en ruso: Historia de los rusos, P. Sajarov (San Petersburgo, 1849);
- en inglés: The Pilgrimage of the Russian Abbot Daniel in the Holy Land, 1106-1107 A.D., anotado por Sir C. W. Wilson (Londres, 1895),
- en francés: Itinéraires russes en Orient, Mme. Sophia Petrovna Bakhmetev de Khitrovo, (Ginebra, 1889).

El interés del relato se encuentra en la descripción del viaje, de los santos lugares de Tierra santa y del encuentro con Balduino I. 
El higúmeno Daniel visitó Palestina justo después de la captura de Acre por los cruzados en 1104 y pretende haber acompañado a Balduino, quien le habría profesado su sincera amistad con ocasión de una expedición contra Damasco en 1107.
Su descripción de Tierra santa recuerda las condiciones características de este periodo (sarracenos saqueando todo hasta destruir los edificios cristianos; buenas relaciones entre la Iglesia católica y la Iglesia ortodoxa oriental en Siria). En su relato, aparecido bajo el título La Peregrinación del higúmeno Daniel a Tierra santa, pueden leerse sobre todo los peligros que acechaban al viajero en los primeros años del reino latino de Jerusalén : «En Lydda, en el camino de Jaffa a Jerusalén, los peregrinos temen los ataques de los sarracenos de Ascalón; los bandoleros infestan la carretera de Jerusalén a Jericó; hay tantos en las montañas al sudeste de Belén que Daniel y sus compañeros tienen que viajar al amparo de un jefe sarraceno. Nadie puede ir de Jerusalén al lago de Tiberíades sin escolta armada. Los sarracenos impíos masacran a los cristianos que van del monte Tabor a Nazaret y Líbano no puede visitarse a causa de los infieles. El peregrino que alcanza finalmente el tan esperado objetivo goza, pues, plenamente de la visión que se le ofrece».
Su relato de Jerusalén es especialmente claro, minucioso y preciso:
«La ciudad santa de Jerusalén se ubica en valles áridos, en medio de elevadas montañas rocosas. Solo cuando nos aproximamos a la ciudad se ve, en primer lugar, la torre de David; después, avanzando un poco, el Monte de los Olivos, el Santo de los Santos, la iglesia de la Resurrección, en la que se encuentra el Santo Sepulcro y, finalmente, la ciudad entera. A una distancia de una versta aproximadamente frente a Jerusalén se encuentra una montaña bastante plana. Cada viajero que llega a ella baja de su caballo y, haciendo la señal de la cruz, adora la Santa Resurrección a la vista de la ciudad».
«Todo cristiano se llena de una alegría inmensa a la vista de la ciudad santa de Jerusalén; y los creyentes lloran de alegría. Solo podemos derramar lágrimas a la vista de los lugares tan esperados donde Cristo soportó su Pasión para el perdón de nuestros pecados; y así, llenos de una alegría profunda, se continúa a pie el viaje hacia Jerusalén».
«Cerca del camino, a la izquierda, se encuentra la iglesia del primer mártir, san Esteban: es aquí donde fue lapidado por los judíos; y donde se encuentra también su tumba. En este lugar  se encuentra la montaña que se entreabrió en el momento de la Crucifixión. El sitio se llama “la Gehena”, y está a un tiro de piedra del muro de la ciudad. Después, los peregrinos, llenos de felicidad, entran en la ciudad de Jerusalén a través de la puerta que se encuentra cerca de la casa de David: esta puerta mira a Belén y se llama puerta de Benjamín. A la entrada de la ciudad, hay un camino que la atraviesa, que conduce hacia la derecha al Santo de los Santos, y hacia la izquierda a la iglesia de la Santa Resurrección que contiene el Santo Sepulcro».
Su viaje describe también tres excursiones a regiones de Oriente Próximo:
- la primera a la región del Mar Muerto donde compara el río Jordán con un río ruso, el Snov,
- la segunda a Belén y Hebrón,
- la tercera a Damasco.

A pesar de algunos errores topográficos e históricos, el relato del observador está marcado por una buena fe evidente y constituye probablemente uno de los documentos más importantes de la literatura rusa medieval sobre Palestina, por lo que es un documento de referencia no solo para la historia de la lengua rusa, sino también para el estudio de los ritos y de la liturgia (ceremonia de Pascua, ceremonia del fuego sagrado, etc.).